# Dęborzyce
Dęborzyce – wieś sołecka w Polsce położona w województwie wielkopolskim, w powiecie szamotulskim, w gminie Pniewy.
Miejscowość znajduje się w odległości 45 km na zachód od Poznania i 15 km na południowy zachód od Szamotuł, przy trasie drogi wojewódzkiej nr 187. Wieś liczy 184 mieszkańców. Pod względem liczby ludności miejscowość zajmuje 13. miejsce w gminie.
W latach 1934–1954 miejscowość należała do gminy Otorowo. W latach 1975–1998 wieś administracyjnie należała do województwa poznańskiego.
Odległości z Dęborzyc do poszczególnych miejscowości podane w km:
- Pniewy – siedziba gminy – 10 km;
- Szamotuły – siedziba powiatu – 16 km;
- Poznań – siedziba województwa – 49 km;
- Gorzów Wielkopolski – najbliższe miasto powyżej 100 tys. mieszk. (poza Poznaniem) – 96 km;
- Kostrzyn nad Odrą – najbliższe miasto graniczne z Niemcami – 132 km;
- Warszawa- stolica Polski – 360 km.

Liczbę ludności miejscowości w poszczególnych latach przedstawia poniższa tabela.
| Rok  | Liczba ludności |
| ---- | --------------- |
| 2008 | 167             |
| 2009 | 166             |
| 2010 | 172             |
| 2011 | 178             |
| 2012 | 183             |
| 2013 | 186             |
| 2014 | 192             |